# George Brecht
George Brecht (* 7. März 1926 in New York City als George MacDiarmid; † 5. Dezember 2008 in Köln) war ein US-amerikanischer Künstler der Fluxus-Bewegung.

## Leben und Werk

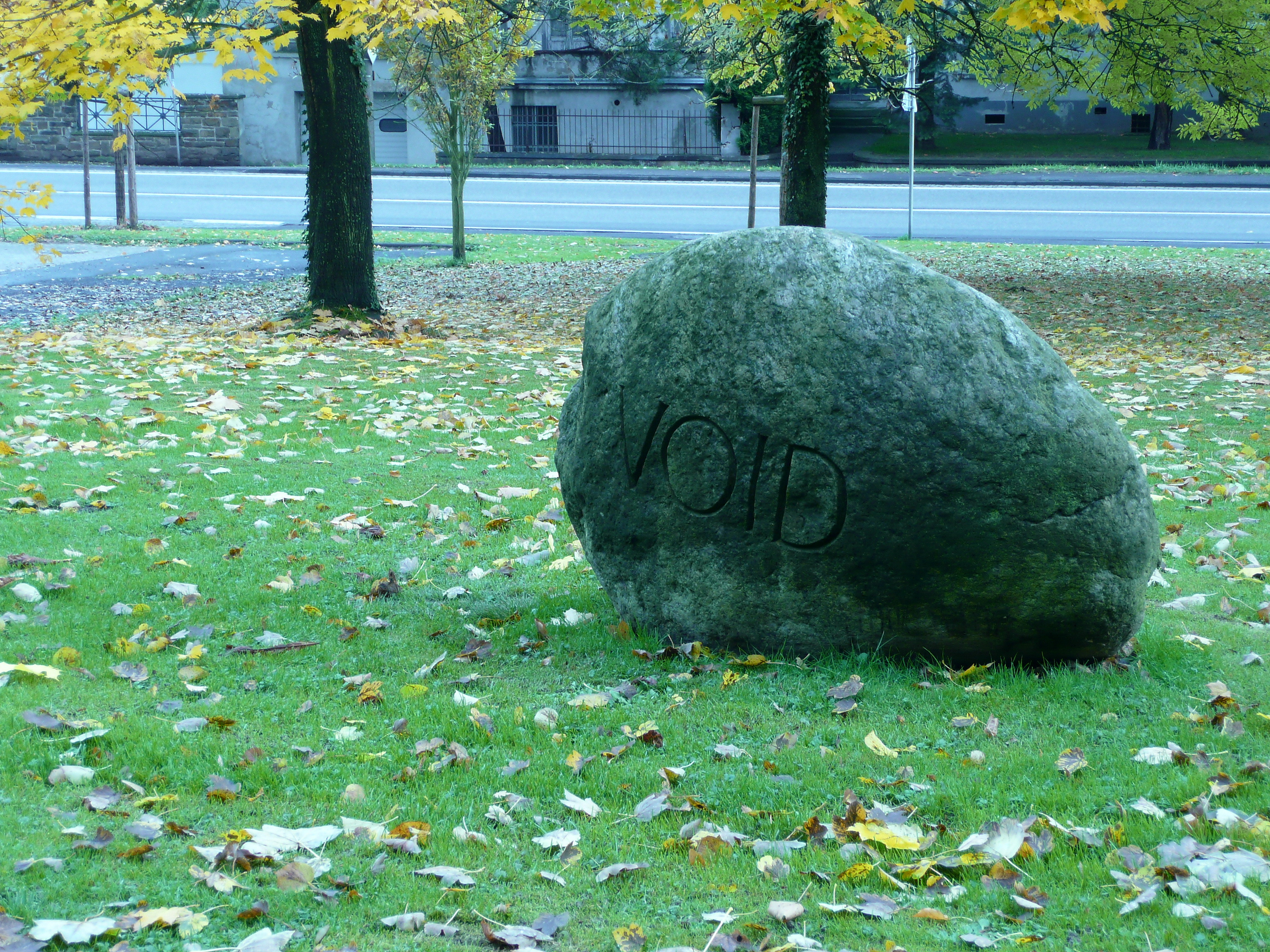
George Brecht: Void Stone, Arp Museum Bahnhof Rolandseck

Brecht wurde als George MacDiarmid geboren; je nach Quelle werden Geburtsjahr und Geburtsmonat verschieden angegeben. George Brecht gehörte zu den frühen und wichtigsten Akteuren des Fluxus. Von 1946 bis 1950 studierte er am College of Pharmacy and Science in Philadelphia und arbeitete bis 1965 als Chemiker und Ingenieur für Firmen in New York und New Jersey. 1958/59 besuchte er den Kurs Experimental Composition von John Cage an der New School for Social Research in New York.
1959 nahm er schon an ersten Fluxus-Aktionen teil und organisierte gemeinsam mit Robert Watts in den frühen 1960ern das „Yam Festival“ in New York. 1965 siedelte er über nach Frankreich, in die Kleinstadt Villefranche-sur-Mer bei Nizza, und schloss sich der europäischen Fluxus-Bewegung an. Dort betrieb er bis 1968 mit Robert Filliou das Geschäft „La cédille qui sourit“ (Die lächelnde Cedille). 1966 gründeten beide Künstler die „Non-École de Villefranche“. Von 1968 bis 1969 hatte er am College of Art and Design in Leeds eine Professur inne. Brecht schuf vornehmlich sogenannte „Ready mades“ bzw. „Event-Objekte“, Werke, die wesentlich auf vorgefundenen Gegenständen beruhen, z. B. einem Garderobenständer (Clothes Tree, 1962/1963), der aus dem Ständer, Bekleidung und Schirmen besteht. Intention ist, dass ein solches Werk für den Betrachter bei der Konfrontation mit dem Werk zum Ereignis (Event) wird.
1970 zog Brecht nach Düsseldorf, 1972 nach Köln. Brecht war nachhaltig beeinflusst vom Zen-Buddhismus. Sein Werk besteht neben Objekten der Bildenden Kunst auch aus Filmen, Büchern und Kompositionen. George Brecht arbeitete seit den 1980er-Jahren nicht mehr künstlerisch.
Er war Teilnehmer der Documenta 5 in Kassel im Jahr 1972 in der Abteilung Individuelle Mythologien, auf der Documenta 6 (1977) und der Documenta 8 im Jahr 1987 als Künstler vertreten.
2006 erhielt George Brecht den Kunstpreis Berlin. Die Preisverleihung fand am 18. März 2006 in der Akademie der Künste in Berlin statt.
George Brecht starb im Dezember 2008 im Alter von 82 Jahren in Köln. Sein Grab befindet sich auf dem Kölner Melaten-Friedhof (Flur 72a).

## Ausstellungen (Auswahl)
Einzelausstellungen
- 1959: Toward Events, Reuben Gallery, New York
- 1965: The Book of the Tumbler on Fire. Pages from Chapter I, Fischbach Gallery, New York
- 1967: Pagine scelte dai capitoli II a VIII, Galleria Schwarz, Mailand
- 1969: La Cédille qui sourit (mit Robert Filliou), Städtisches Museum Abteiberg, Mönchengladbach
- 1972: Land Mass Translocation, Eugenia Butler, Los Angeles
- 1972: Water Yam, Galerie Daniel Templon, Paris
- 1972: Boxes, Galerie Michael Werner, Köln
- 1976: Assemblages, Framart Studio, Neapel
- 1978: Jenseits von Ereignissen. Texte zu einer Heterospektive von George Brecht, Kunsthalle Bern
- 2003: D'après George Brecht, Stella A., Berlin
- 2004: Works from 1959–1973, Gagosian Gallery Heddon, London
- 2005: Events – Eine Heterospektive, Museum Ludwig, Köln; 2006: Museu d’Art Contemporani, Barcelona

Gruppenausstellungen
- 1961: Environments, Situations, Spaces, Martha Jackson Gallery, New York
- 1972: documenta 5, Kassel
- 1977: documenta 6, Kassel
- 1984: von hier aus, Düsseldorf
- 1987: Skulptur Projekte in Münster, Münster

## Werke (Auswahl)
- Motor Vehicle Sundown. 1960 (Event)
- Water Yam. Wiesbaden 1963 (Event-Partituren)
- Chance-Imagery. Something Else Press, New York 1966. (A Great Bear Pamphlet. No. 3). (Künstlerbuch. Text von 1957 über den Zufall in der Kunst). Neuausgabe: ubuclassics 2004 pdf 676k
- Autobiographie. Eine Auswahl von 27 Träumen. Köln 1973 (Buch)
- mit Patrick Hughes, Vicious Circles and Infinity. A Panoply of Paradoxes, New York 1975; dt. Die Scheinwelt des Paradoxons, Braunschweig 1978 (Buch)
- mit Rudolf Rieser, Analphabeticon. Vaduz 1981 (Werbebroschüre, 10 Seiten)
- Analphabetikon. Enzyklopädie. Zum Gebrauch für Leser und Nichtleser. Zusammengestellt von George Brecht und Rudolf Rieser. (The Analphabeticon. An Encyclopedia for the Use of the Lettered and the Unlettered) (L’Analphabeticon. Encyclopédie a l’usage des lettrés et illettrés) 16 Bände mit zus. 2.352 Seiten. Vaduz, Contempora Libri et Artes, 1981. Drei Editionen, jeweils 27 Exemplare.
- Übersicht der Ausgaben: Edition A: Schwarz-weiß, handgedruckt auf leichtem Papier, Umschlag aus Hochglanzkarton mit Banderole schwarz mit farbiger Rückseite, chinesische Bindung, schwarze Vorsätze, mit farb. Lesebändchen in zwei Leinenkassetten. Format: ca. 17,5 × 12 cm
- Edition B: Polychromer Siebdruck, handgedruckt auf federleichtem Papier, Umschlag aus Kochi-Karton mit farbigen Banderolen, farbige Rückensignete, chinesische Bindung mit unterschiedlichen farbigen Vorsätzen, Lesebändchen, in zwei Leinenkassetten. Format: ca. 17,5 × 12 cm
- Edition C: Polychromer Siebdruck, handgedruckt auf handgeschöpftem Udagami-Papier, Flexible Pergamentbände mit bedruckten Banderolen auf handgemachtem Papier, Rückseite mit einer farbigen Serigraphie, unterschiedliche farbige Vorsätze aus Udagami, Tosa-shoji Papier, Lesebändchen, in zwei Leinenkassetten. Die Bindung wurde speziell für diese Ausgabe entwickelt: der Rücken ist frei beweglich, dadurch sind die Bünde sichtbar und das Blättern ist einfach und dauerhaft möglich. Format: ca. 17,5 × 12 cm
- Seng Ts'an, Hsin Hsin Ming, engl. Übers., frz. von Robert Filliou, dt. von Albrecht Fabri, Brüssel 1980 (Buch)
- Silent Music, 1987 (Hörstück für den WDR)
- Unterwegs notiert, 1995 (Hörstück für den WDR)